# Fiona Erdmann

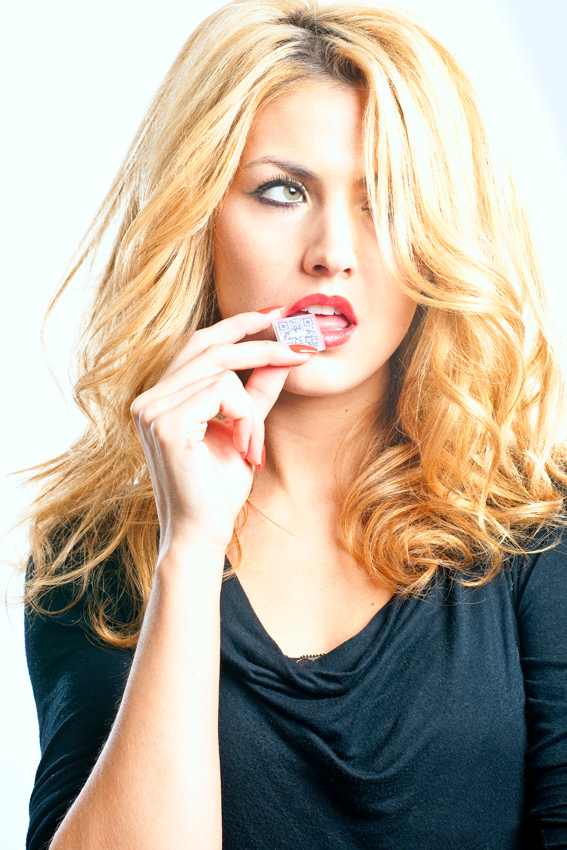
Fiona Erdmann (2012)

Fiona Erdmann (* 9. September 1988 in Saarbrücken-Dudweiler) ist ein ehemaliges deutsches Fotomodel und Schauspielerin. Mittlerweile arbeitet sie als Influencerin.

## Biografie
Erdmann verbrachte ihre Jugend in der Kleinstadt Meldorf in Dithmarschen. Dort schloss sie 2004 die Realschule ab. Im selben Jahr zog sie nach Bremen. Nach eigenen Angaben hat sie ihre Ausbildung als Gestaltungstechnische Assistentin kurz vor Ende abgebrochen.
Bekannt wurde sie durch ihren vierten Platz in der zweiten Staffel der Castingshow Germany’s Next Topmodel, die 2007 auf dem deutschen Fernsehsender ProSieben ausgestrahlt wurde. Zuvor hatte sie bereits an der fünften Staffel der Castingshow Popstars teilgenommen. Seit ihrer Teilnahme bei Germany’s Next Topmodel war Erdmann in mehreren Fernsehsendungen zu sehen und moderierte die Job Attacke 2007, eine Initiative der Zeitschrift Bravo. Zwischen Februar 2008 und Februar 2009 war sie Video-Kolumnistin beim ehemaligen Online-Nachrichtenportal zoomer.de.
2008 war sie in dem Fernsehfilm Eine wie keiner, einer Folge der ProSieben Funny-Movie-Reihe, zu sehen. Als Jurorin wirkte Erdmann an der Karaoke-Show shibuya des Musiksenders VIVA mit. 2008 posierte sie als Aktmodel für die deutsche Maiausgabe des Männermagazins Playboy. Von 2010 bis 2011 spielte Erdmann in der Sat.1-Telenovela Anna und die Liebe in fast 300 Episoden die Rolle der Jessica Kramer. Außerdem wirkte sie bei der Fernseh-Gerichtsshow Richter Alexander Hold mit. Im August 2012 erschien die Single Hot (Boy I Like That), bei der Erdmann zusammen mit dem Rapper Sammy das Duo Dryce bildete. Im Januar 2013 nahm sie an der siebten Staffel von Ich bin ein Star – Holt mich hier raus! teil. Sie belegte den vierten Platz. Im Juli 2013 nahm sie am ähnlichen Format Wild Girls – Auf High Heels durch Afrika teil, wo sie als zweite Kandidatin die Sendung verlassen musste.
2016 starb ihre Mutter, im Juli 2017 erlag ihr erster Ehemann, der Tunesier Mohammed O. (liiert ab 2004, Heirat 2010, Trennung 2015), den Verletzungen eines Verkehrsunfalls.
Erdmann zog Anfang 2018 nach Dubai. Von dort betrieb sie einige Zeit den Blog dashingdesert.de. Ihr Instagram-Account hat über 400.000 Follower (Stand Juni 2024). Sie und ihr zweiter Ehemann Mohammed sind Eltern zweier Söhne (* 2020, * 2025) und einer Tochter (* 2022) und betreiben eine Immobilienfirma.

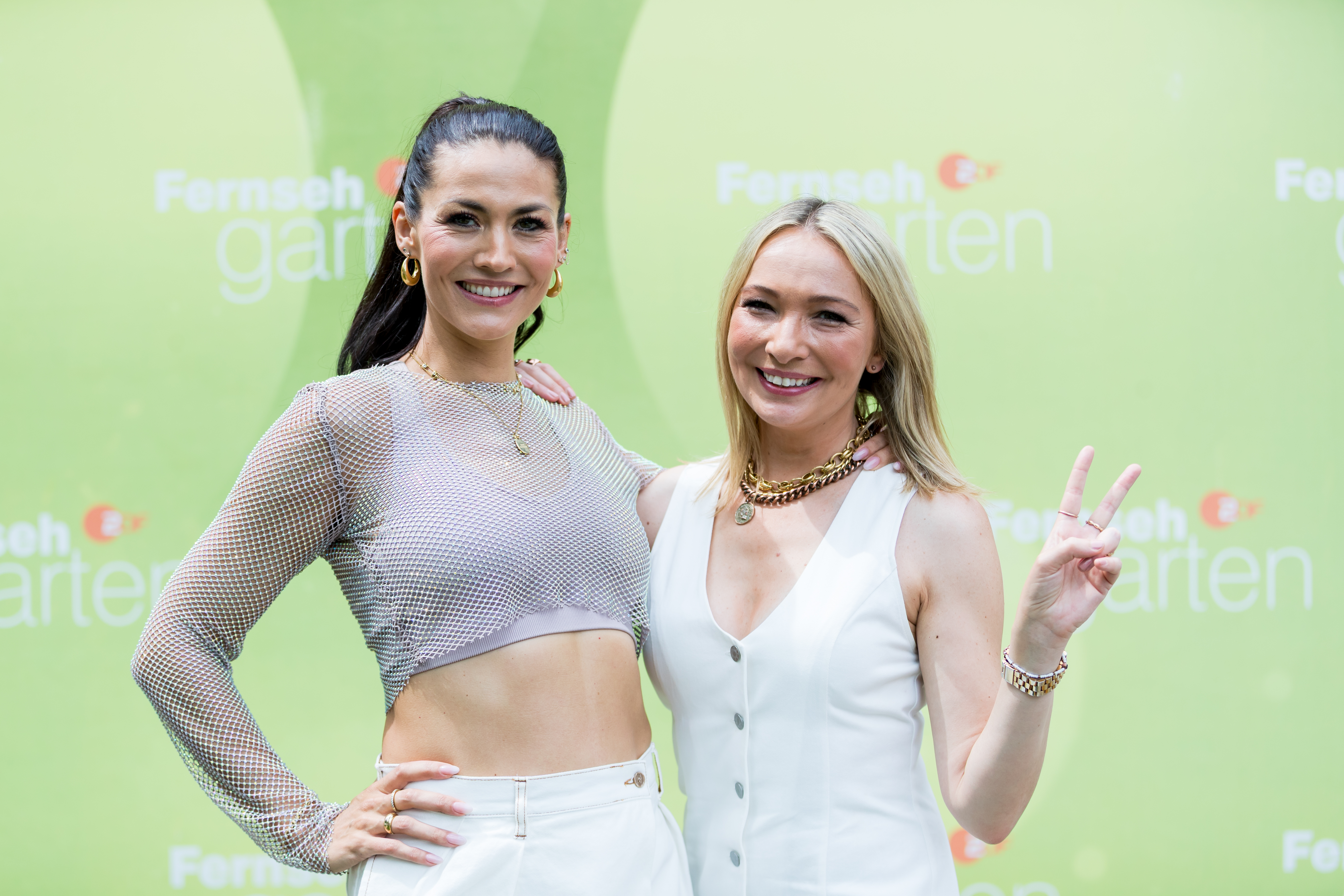
Fiona Erdmann und Julia Kautz im ZDF-Fernsehgarten (2025)

Am 30. Mai 2025 veröffentlichte Erdmann mit der Musikerin Julia Kautz das Duett Besser Sad, welches ihre gemeinsame Freundschaft beschreibt. Die Songpremiere fand am 1. Juni 2025 bei einem gemeinsamen Auftritt von Kautz und Erdmann im ZDF-Fernsehgarten statt.

## Kritik
Im Februar 2021 kritisierte der Satiriker Jan Böhmermann in einem Beitrag der Late-Night-Show ZDF Magazin Royale die idealisierte Darstellung von Dubai in den Videos, die Erdmann in das soziale Netzwerk Instagram hochgeladen hat. Er warf Erdmann und anderen Influencern zudem vor, hauptsächlich nach Dubai gezogen zu sein, um keine Steuern zahlen zu müssen. Ihre Zielgruppe, auf die ihr Geschäftsmodell abziele, befinde sich jedoch in Deutschland. Um im Emirat Videos produzieren zu dürfen, müssten sich die Influencer im Gegenzug der Zensur des Staates auf der Arabischen Halbinsel unterwerfen. So dürfen sie in ihren Beiträgen nur positiv über Dubai sprechen. Außerdem würden sie sich laut Böhmermann dazu verpflichten, sich nicht zu religiösen und politischen Themen zu äußern.

## Filmografie (Auswahl)

### Als Moderatorin
- 2007: Job-Attacke

### Als Schauspielerin
- 2002: Das Strafgericht (Episode: Der verlorene Sohn; Rolle: Nele Hagenkamp, Tochter der Angeklagten)
- 2008: Eine wie keiner (ProSieben Funny-Movie-Reihe)
- 2010–2011: Anna und die Liebe  (Fernsehserie, 284 Episoden, Staffel 2–3)
- 2012: Countdown – Die Jagd beginnt (Fernsehserie)
- 2012: Alarm für Cobra 11 – Die Autobahnpolizei: Die Nervensäge (Fernsehserie)
- 2013: Turbo & Tacho (Fernsehfilm)
- 2013: mieten, kaufen, wohnen[13] (Pseudo-Doku-Soap)
- 2014: Unter uns[14] (Fernsehserie, ab Folge 4863, in vier Folgen)
- 2014: Dr. Klein – Hoffnungen (Fernsehserie)
- 2015: SOKO Stuttgart – Tödliche Tage (Fernsehserie)[15]

### Fernsehshows
- 2006: Popstars
- 2007: Germany’s Next Topmodel
- 2007: Promi ärgere Dich nicht
- 2008: TV total Turmspringen
- 2008: Promis Unter Volldampf!
- 2008: Hart aber fair
- 2012: Roche & Böhmermann
- 2013: Ich bin ein Star – Holt mich hier raus!
- 2013: Wild Girls – Auf High Heels durch Afrika[16]
- 2013: Das perfekte Promi-Dinner[17]
- 2013: Jungen gegen Mädchen
- 2013: Cash Crash
- 2014: Tohuwabohu
- 2015: Ich bin ein Star – Lasst mich wieder rein!
- 2016: Markus Lanz

## Diskografie
Singles
- 2012: Hot (Boy I Like That) (als Dryce)
- 2025: Besser Sad (Julia Kautz x Fiona Erdmann)